# Cyclophora mossi
Cyclophora mossi är en fjärilsart som beskrevs av Louis Beethoven Prout 1936. Cyclophora mossi ingår i släktet Cyclophora och familjen mätare. Inga underarter finns listade i Catalogue of Life.